# Polo (Illinois)
Polo ist eine Stadt im Ogle County im Nordwesten des US-amerikanischen Bundesstaates Illinois. Das U.S. Census Bureau hat bei der Volkszählung 2020 eine Einwohnerzahl von 2.291 ermittelt.
Namensgeber der Stadt ist der Italiener Marco Polo.
Sein Motto, „Gateway to the Pines“, verdankt der Ort dem nahegelegenen White Pines Forest State Park.
1856 war der spätere US-Präsident Abraham Lincoln in der Stadt zu Besuch.

## Geographie
Die Stadt erstreckt sich über 3,37 km², die ausschließlich aus Landfläche bestehen.
Durch Polo verlaufen in Nord-Süd-Richtung deckungsgleich der U.S. Highway 52 und die Illinois State Route 26, die im Zentrum auf eine Reihe untergeordneter Straßen treffen.
Eine Eisenbahnlinie der BNSF Railway verläuft von Savanna am Mississippi nach Chicago in West-Ost-Richtung durch das Zentrum von Polo.
Die nächstgelegenen größeren Städte sind Rockford (62,6 km nordöstlich), Chicago (186 km östlich) und die Quad Cities (132 km südwestlich).

## Schulwesen
Polo hat im Schulbezirk 222 fünf Schulen:
- Polo Community High School
- Aplington Middle School
- Centennial Elementary School (Grundschule)

Die Polo Community High School ist das Zuhause der „Marcos“; außerdem findet man die Centennial Elementary School sowie die Aplington Middle School.

## Demografische Daten
Bei der offiziellen Volkszählung im Jahre 2000 wurde eine Einwohnerzahl von 2477 ermittelt. Diese verteilten sich auf 1007 Haushalte in 654 Familien. Die Bevölkerungsdichte lag bei 735,7 Einwohnern pro Quadratkilometer. Es gab 1082 Wohngebäude, was einer Bebauungsdichte von 321,4 Gebäuden je Quadratkilometer entsprach.
Die Bevölkerung bestand im Jahre 2000 aus 98,4 Prozent Weißen, 0,2 Prozent Indianern, 0,3 Prozent Asiaten und 0,6 Prozent anderen. 0,4 Prozent gaben an, von mindestens zwei dieser Gruppen abzustammen. 1,6 Prozent der Bevölkerung bestand aus Hispanics, die verschiedenen der genannten Gruppen angehörten.
25,1 Prozent waren unter 18 Jahren, 7,4 Prozent zwischen 18 und 24, 26,6 Prozent von 25 bis 44, 21,3 Prozent von 45 bis 64 und 19,5 Prozent 65 und älter. Das mittlere Alter lag bei 40 Jahren. Auf 100 Frauen kamen statistisch 91,4 Männer, bei den über 18-Jährigen 87,1.
Das mittlere Einkommen pro Haushalt betrug 39.833 US-Dollar (USD), das mittlere Familieneinkommen 46.250 USD. Das mittlere Einkommen der Männer lag bei 37.857 USD, das der Frauen bei 24.135 USD. Das Pro-Kopf-Einkommen belief sich auf 18.604 USD. Rund 7,2 Prozent der Familien und 9,2 Prozent der Gesamtbevölkerung lagen mit ihrem Einkommen unter der Armutsgrenze.